# Leoganger Steinberge
Leoganger Steinberge är en bergskedja i Österrike.   Den ligger i förbundslandet Salzburg, i den centrala delen av landet, 280 km väster om huvudstaden Wien.
Leoganger Steinberge sträcker sig 12,8 km i öst-västlig riktning. Den högsta toppen är Birnhorn, 2 634 meter över havet.
Topografiskt ingår följande toppar i Leoganger Steinberge:
- Birnhorn
- Brandlhorn
- Dürrkarhorn
- Greißner Hochbrett
- Großes Rothorn
- Heueck
- Hochdurchkogel
- Jungfrau
- Kleines Rothorn
- Kuchelhorn
- Lahnerhorn
- Mitterhorn
- Plattenkopf
- Rothörndl

Trakten runt Leoganger Steinberge består i huvudsak av gräsmarker. Runt Leoganger Steinberge är det ganska glesbefolkat, med 34 invånare per kvadratkilometer.